# Ainleys stormvogeltje
Ainleys stormvogeltje (Hydrobates cheimomnestes synoniem: Oceanodroma cheimomnestes) is een vogel uit de orde van buissnaveligen (Procellariiformes). De vogel lijkt uiterlijk en qua gedrag sterk op het vaal stormvogeltje en wordt ook wel opgevat als ondersoort daarvan. Deze vogel is in genoemd naar de Amerikaanse ornitholoog David Ainley, die deze vogel in 1980 heeft beschreven. 

## Kenmerken
De vogel is 17,5 tot 19 cm lang, 2,5 cm korter dan het vaal stormvogeltje. De vogel is overwegend dofzwart en donker bruingrijs van kleur. De vleugels zijn lang en spits en er is contrast tussen de bijna zwarte slagpennen en de bruingrijze bovenvleugeldekveren.

## Verspreiding en leefgebied
Deze vogel broedt in holen op tussen de rotsen op het eiland Isla Guadalupe (ten westen van Mexico) in de periode november tot mei, dus voornamelijk in de winter.

## Status
De grootte van de populatie wordt op basis van data uit 2004 en 2012 geschat op 2500-10.000 volwassen vogels. Op de Rode lijst van de IUCN heeft deze soort de status kwetsbaar.